# PHOX2B
PHOX2B‏ (Paired like homeobox 2b) هوَ بروتين يُشَفر بواسطة جين PHOX2B في الإنسان.